# Jens Adolf Jerichau
Jens Adolf Jerichau (Assens, 1816 – Neder Draaby, 1883) è stato uno scultore danese.
Studente a Roma (1838), fu dapprima convinto sostenitore degli ideali neoclassici di Bertel Thorvaldsen, poi sconfinò in un maggior realismo.
Divenuto celebre con la statua Ercole ed Ebe (1845), diresse per molti anni l'Accademia di Copenaghen.